# Quyền (họ)
Quyền là một họ của người châu Á. Họ này có ở Việt Nam, Trung Quốc (chữ Hán: 權, Bính âm: Quán) và Triều Tiên (Hangul: 권, Romaja quốc ngữ: Kwon) và đứng thứ 403 trong danh sách Bách gia tính. Họ Quyền xuất hiện nhiều ở bán đảo Triều Tiên và các tỉnh Trung Quốc lân cận bán đảo.

## Người Việt Nam họ Quyền nổi tiếng
- Quyền Văn Minh, nghệ sĩ nhạc Jazz Việt Nam

## Người Trung Quốc họ Quyền nổi tiếng
- Quyền Võ, tướng lĩnh thời nhà Tùy
- Quyền Thiện Tài, tướng lĩnh thời Nhà Đường
- Quyền Vạn Kỉ, tể tướng thời Nhà Đường

## Người Triều Tiên / Hàn Quốc họ Quyền nổi tiếng
- BoA (tên thật Kwon BoA), tên Hán Việt: Quyền Bảo Nhi. Nữ ca sĩ solo Hàn Quốc
- G-Dragon (Tên thật: Kwon Ji Yong, Hán Việt: Quyền Hồng Lượng), nam ca sĩ nhóm nhạc Big Bang
- Kwon Yu Ri (Hán Việt: Quyền Du Lợi), nữ ca sĩ nhóm nhạc SNSD
- Kwon So Hyun (Hán Việt: Quyền Chiêu Hiền), nữ ca sĩ Hàn Quốc
- Kwon Min A (Hán Việt: Quyền Mân Nga),  nữ ca sĩ nhóm nhạc AOA
- Hoshi (Tên thật: Kwon Soon Young, Hán Việt: Quyền Thuận Vinh), nam ca sĩ nhóm nhạc SEVENTEEN
- Kwon Eunbi (Hán Việt: Quyền Ân Phi), thành viên nhóm nhạc IZ*ONE
- Kwon Se Eun (Hán Việt: Quyền Thế Ân), nam ca sĩ, cựu thành viên nhóm nhạc AkDong Club 악동클럽
- Ayden (Tên Thật: Kwon Ye Jun), (Hán Việt: Quyền Duệ Tuấn), thành viên nhóm nhạc EPEX